# Tay Ninh (provins)
Tay Ninh (på vietnamesiska Tây Ninh) är en provins i södra Vietnam. Provinsen består av stadsdistriktet Tay Ninh (huvudstaden) och åtta landsbygdsdistrikt: Ben Cau, Chau Thanh, Duong Minh Chau, Go Dau, Hoa Thanh, Tan Bien, Tan Chau samt Trang Bang.